# Pumas de Casanare
Pumas de Casanare ist ein ehemaliger kolumbianischer Fußballverein aus Yopal, Casanare, der vier Jahre in der Categoría Primera B spielte.

## Geschichte
Pumas de Casanare übernahm 2002 das Startrecht des Zweitligisten Unión Soacha.
Pumas de Casanare nahm an vier Spielzeiten der zweiten kolumbianischen Liga teil. Den größten Erfolg konnte der Verein 2003 feiern, als er das Finale erreichte. Dieses wurde aber gegen Chicó FC verloren, weswegen der Aufstieg in der Categoría Primera A knapp verfehlt wurde.
Nach der Spielzeit 2006 verkaufte der Verein sein Startrecht an Real Santander.

## Stadion
Pumas de Casanare absolvierte seine Heimspiele im Estadio Santiago de Atalayas in Yopal. Das Stadion hat eine Kapazität von etwa 9.000 Plätzen.

## Erfolge
- Vizemeister Categoría Primera B: 2003